# Dubrovskij
Dubrovskij (russisk: Дубровский) er en sovjetisk film fra 1936 instrueret af Aleksandr Ivanovskij.

## Medvirkende
- Boris Livanov som Vladimir Dubrovskij
- Nikolaj Monakhov som Kirill Trojekurov
- Galina Grigorjeva som Marja Trojekurova
- Vladimir Gardin som Verejskij
- Mikhail Tarkhanov som Spitsin